# Wesley Safadão
Wesley Oliveira da Silva (Fortaleza, 6 de setembro de 1988), mais conhecido como Wesley Safadão, é um cantor, produtor musical, empresário e apresentador brasileiro. Começou a carreira em 2003, liderando a banda Garota Safada e, a partir de 2007, ganhou notoriedade na região nordeste, e logo passou a ter projeção nacional, se apresentando em todas as regiões do Brasil. Na banda, lançou sete álbuns de áudio e dois álbuns de vídeo, trazendo singles conhecidos como "Tentativas Em Vão", "Disco Voador" e "Vai Esperar".
Em 2015, lançou o seu primeiro álbum solo, Ao Vivo em Brasilia, certificado disco de platina duplo pela vendagem de mais de 160 mil cópias, colocando o single "Camarote" entre as mais tocadas do país. Na carreira solo, lançou músicas de grande sucesso como "Coração Machucado", "Meu Coração Deu Pt", "Ninguém É de Ferro" e "Ar Condicionado no 15", e colaborou com vários artistas gerando grandes êxitos como "Aquele 1%" e "Você Partiu Meu Coração", entre outros. Em 2017, lançou o álbum WS In Miami Beach, gravado em Miami Beach. Em novembro de 2018 realizou seu primeiro cruzeiro, o WS On Board. Desde 2015, tem um dos cachês mais caros do Brasil, juntamente com Roberto Carlos, Jorge & Mateus e Ivete Sangalo.

## Biografia
Nascido em Fortaleza, Ceará, Wesley Oliveira da Silva viveu boa parte de sua vida no bairro Serrinha, sempre lembrado pelo músico. Filho dos cearenses Maria Valmira Silva de Oliveira, conhecida como Dona Bill, e Wellington Nonato da Silva, é o caçula de outros dois irmãos: Yvens Watila e Wellington Silva.
Aos três anos teve uma pneumonia grave que o deixou no hospital alguns dias e sua mãe fez uma promessa que ele se curando teria que deixar o cabelo crescer até o ombro. Assim foi feito e chegou a cortar algumas vezes depois do juramento, mas a partir do início da adolescência manteve o cabelo grande. Desde pequeno sonhava em ser jogador de futebol. Aos 10 anos já treinava na escolinha do Ceará Sporting Club e seus pais imaginavam que seguiria essa carreira. Acompanhava sua mãe em alguns shows da banda Garota Safada e aos poucos foi se interessando pela música.

## Carreira
A trajetória do artista começou em 2007, quando houve a profissionalização de um trabalho até então familiar. A banda foi criada pela família de Wesley Safadão e reunia seus irmãos e primos – todos movidos a muitos sonhos. Apaixonados pela música investiram suas pequenas economias e buscaram ajuda onde não tinham para seguir com o projeto da Banda Garota Safada – que aos poucos foi ganhando notoriedade no mercado artístico da cidade de Fortaleza, no Ceará. Com uma batida mais acelerada e com um carisma que só Wesley Safadão possui, foi ganhando cada vez mais espaço no Nordeste, conquistando a região, e em seguida fazendo o mesmo no Norte. Hoje o artista e sua banda possuem uma média mensal de 25 apresentações.
Outro grande ponto da carreira de Wesley Safadão e da Banda Garota Safada foi o da sua estreia na TV. Em 2010 o artista fez sua primeira aparição em programa com exibição nacional no Domingão do Faustão, da Rede Globo. Em seguida, voltou ao palco do Fausto Silva em menos de seis meses por aclamação popular e mostrou ao vivo oito canções. Em 2015 Wesley lançou o single "Camarote", que ficou mais de 600 dias entre as cem canções mais compradas do iTunes. O videoclipe da canção soma mais de 170 milhões de visualizações no YouTube. No mesmo ano, o cantor fez uma participação especial na música "Aquele 1%" da dupla Marcos e Belutti e gravou um clipe com Ivete Sangalo intitulado "Parece Que O Vento", que está no seu DVD Ao Vivo em Brasília, lançado em novembro de 2015. Em 2016, lança dois álbuns "Duetos" e "WS Em Casa" que traz a participação do jogador Ronaldinho Gaúcho e da dupla Matheus e Kauan. Em 2017, fez uma participação na música "Você Partiu Meu Coração" do funkeiro Nego do Borel e com a cantora Anitta. Em 2018, lança seu mais novo single "Ar Condicionado No Quinze". Em abril lança "Romance Com Safadeza" com a participação da cantora Anitta.

## Vida pessoal
Em 2006 Wesley iniciou relacionamento com Mileide Mihaile – na época dançarina de sua banda, permanecendo com ela por seis anos e anunciando a separação em 2012. O único filho do casal, Yhudy Lima, nasceu em 20 de novembro de 2010. Ainda em 2012, o cantor iniciou relacionamento com Thyane Dantas e em 14 de julho de 2014, nasceu Ysis Dantas, sua primeira filha. Em 1 de agosto de 2016, Wesley e Thyane se casaram oficialmente. Dom Dantas, terceiro filho do artista, nasceu em 18 de setembro de 2018.
Em julho de 2021, Wesley Safadão postou um vídeo em sua rede social onde aparece ao fundo da cena o pastor André Vítor segurando uma menina de 13 anos na altura dos seios, em seguida, a menina se afasta e o pastor abaixa a camisa. Após receber críticas negativas de internautas acusando de que aquela cena seria um caso de pedofilia, o cantor apagou o vídeo, e saiu em defesa de André Vitor, que é um amigo próximo. Segundo o pastor, ele abaixa a camisa frequentemente para esconder que está "acima do peso", e apresentou fotos para justificar o comportamento (de abaixar a camisa). O pastor gravou stories ao lado dos pais da menina e disse que "ninguém jamais irá sentir a dor dilacerante de ser acusado de uma coisa que você tem plena consciência de que não é". Não houve uma denuncia por parte de nenhum dos representantes legais da criança em relação ao caso.

## Filantropia
Wesley faz diversos shows beneficentes, inclusive a hospitais, como os shows em prol ao IMIP, em Recife, e em prol ao Hospital de Câncer de Barretos, em São José do Rio Preto, ambos em 2017. Promoveu de 2013 a 2016 o Jogo da Amizade onde a entrada eram latas de leite que foram doadas para entidades beneficentes. Os jogos ocorreram na Arena Castelão, em Fortaleza, Ceará, e os times eram compostos de cantores, humoristas e jogadores consagrados. Entre eles, Hulk, Falcão, Léo Santana, Whindersson Nunes, Edmílson, Israel Novaes, Tirullipa, Regis Danese, MC Gui, entre outros.

## Discografia
| Álbuns ao vivo - Ao Vivo em Brasília (2015) - WS em Casa (2016) - WS in Miami Beach (2017) - WS Mais Uma Vez (2018) - Garota VIP Rio de Janeiro (2019) - WS em Casa 2 (2020) - Safadão Amplificado (2020) - WS on Board (2022) | Extended plays (EPs) - Ao Vivo em Jurerê (2016) - Esquenta WS in Miami Beach (2017) - Diferente Não, Estranho (2018) Coletâneas - Duetos (2016) - TBT WS (2019) |

## Videografia
Álbuns de vídeo
- Ao Vivo em Brasília (2015)
- WS em Casa (2016)
- WS in Miami Beach (2017)
- WS Mais Uma Vez (2018)
- TBT WS (2019)
- Garota VIP Rio de Janeiro (2019)
- WS em Casa 2 (2020)
- Safadão Amplificado (2020)

## Filmografia

### Televisão
| Ano       | Título                  | Personagem            | Notas                                                              |
| --------- | ----------------------- | --------------------- | ------------------------------------------------------------------ |
| 2015      | São João do Nordeste    | Apresentador          | Especial junino                                                    |
| 2017      | A Força do Querer       | Ele mesmo             | Episódio: "03 de junho de 2017"                                    |
| 2017–2018 | TVZ                     | Apresentador especial | Episódio: "11 de setembro de 2017" Episódio: "13 de abril de 2018" |
| 2017      | O Outro Lado do Paraíso | Ele mesmo             | Episódio: "14 de dezembro de 2017"                                 |
| 2019      | SóTocaTop               | Apresentador          | [ 37 ]                                                             |

### Cinema
| Ano  | Título    | Personagem        |
| ---- | --------- | ----------------- |
| 2017 | Os Parças | Dono do Safadubeh |

## Turnês
- Ao Vivo em Brasília Tour (2015–2016)
- WS Em Casa Tour (2016–2017)
- WS In Miami Beach Tour (2017–2018)
- WS Mais Uma Vez Tour (2018–presente)

## Prêmios e indicações
Wesley Safadão já foi nomeado em várias premiações importantes. Em 2016, obteve três indicações ao Prêmio Multishow de Música Brasileira, sendo a categoria "Melhor Cantor" e duas em "Música Chiclete", tendo vencido a última com a música "Camarote". Ganhou como "Música do Ano" no Prêmio Jovem Brasileiro, onde também recebeu indicações como "Melhor Cantor" e "Melhor Show". No mesmo ano, foi indicado ao Meus Prêmios Nick em mais três categorias: "Cantor Favorito", "Música do Ano" e "Revelação Musical". Foi indicado a "Revelação do Ano" no Troféu Imprensa e no Troféu Internet, apresentado por Silvio Santos no SBT, tendo ganhado o segundo. Concorreu ao prêmio Melhores do Ano Troféu Domingão da Rede Globo como Melhor Cantor. Ainda em 2016, foi eleito pela revista Forbes um dos 30 jovens mais promissores do Brasil abaixo dos 30 anos.
No início de 2017, se apresentou no Caldeirão de Ouro com a música "Coração Machucado", que foi 3º lugar nas músicas mais tocadas do ano anterior. Ganhou o Troféu Imprensa e o Troféu Internet como "Melhor Cantor". Indicado a "Melhor Cantor", "Melhor Clipe" e "Melhor Show" no Prêmio Jovem Brasileiro, venceu o segundo. Foi indicado mais uma vez ao Prêmio Multishow de Música Brasileira como "Melhor Cantor" e "Melhor Música". Novamente, em 2017, foi indicado ao Melhores do Ano, comandado por Fausto Silva, como "Melhor Cantor". Encerrou o ano ganhando "Melhor Cantor", "Melhor Clipe" e ainda sendo indicado como "Hit do Ano" no Prêmio Contigo.
Iniciou o ano de 2018 sendo premiado pelo Caldeirão de Ouro com "Você Partiu Meu Coração" como 8ª música mais tocada do ano passado. No dia 10 de janeiro de 2018, foi indicado ao Troféu Internet como "Melhor Cantor" e em seguida recebeu a mesma indicação só que pelo Troféu Imprensa.
Em janeiro de 2019 esteve no Caldeirão de Ouro com "Romance com Safadeza", como a quarta música mais tocada do ano anterior. Foi indicado novamente ao Troféu Internet do SBT.